# Jorge & Mateus
Jorge & Mateus é uma dupla brasileira de música sertaneja, formada em Itumbiara em 2005 pelos cantores Jorge Barcelos (vocal) e Mateus Liduário (vocal e guitarra).
Precursores do sertanejo universitário, Jorge & Mateus lançaram seu álbum de estreia em 2007, Ao Vivo em Goiânia, produzido por Pinocchio, que alcançou popularidade no país através das canções "Pode Chorar", "De Tanto Te Querer" e "Tem Nada a Ver", o que fez a dupla investir em outros trabalhos ao vivo, que fortaleceram sua notoriedade. Em 2010, foi lançado Aí já Era, primeiro álbum de estúdio da dupla, que marcou o início da parceria com o produtor Dudu Borges, que durou até Os Anjos Cantam em 2015. O som da dupla, durante este período, ganhou influências de gêneros como o pop e folk rock, e os músicos chegaram a gravar um álbum em Londres. Ao longo da segunda metade da década de 2010, foi lançado Como. Sempre Feito. Nunca (2016) e Terra Sem CEP (2018) e, entre eles, um álbum comemorativo de 10 anos que reuniu mais de 80 mil pessoas em Brasília em 2016. Nos últimos anos, a banda produziu Tudo em Paz (2021), É Simples Assim (2022) e Check-In (2024) e anunciou uma pausa de suas atividades.
Considerada a dupla sertaneja de maior sucesso comercial durante a maior parte do seu período de atividade, Jorge & Mateus já vendeu mais de 18 milhões de cópias em álbuns e downloads pagos somados a streams, tornando-se um dos maiores artistas com vendagem de discos no Brasil, tendo parte de seu repertório entre as músicas mais executadas nas rádios brasileiras, além de um dos maiores cachês da música na atualidade. Ao longo da carreira, foram indicados ao Grammy Latino de Melhor Álbum de Música Sertaneja em várias ocasiões e venceram o Prêmio Multishow de Música Brasileira em 2018 na categoria Melhor Dupla.

## Carreira musical

### 2005–06: Formação
Os amigos Jorge Alves Barcelos e Mateus Pedro Liduário de Oliveira tinham algumas coisas em comum apesar de não se conhecerem ainda recém-nascidos. Ambos já demonstravam o interesse pela música desde o período em que estudavam da pré-escola até o ensino médio. Jorge descobriu seu talento através de uma dinâmica aplicada durante o ensino fundamental, onde ele cantou pela primeira vez para seus colegas de classe, despertando a atenção de seu pai, Seu Eurípedes Barcelos e de sua mãe, Dona Maria Genoveva Alves. Já Mateus participava com frequência de festivais de música promovidos pela escola, figurando na maioria das vezes nas primeiras posições. Sua ligação com a música veio através de sua mãe, com quem aprendeu a tocar violão.
O período escolar passou, e então ambos ingressaram na Pontifícia Universidade Católica Dom Bosco de Campo Grande (MS). Jorge formou-se em direito, enquanto Mateus trabalhava como engenheiro agrônomo. Porém, não deixavam de participar de festas e festivais de música. Foi através de um amigo em comum que se conheceram, no ano de 2005, e se apresentaram pela primeira vez em um churrasco em uma fazenda em Itu (SP). A sintonia foi imediata, e então decidiram montar uma dupla. Sua primeira apresentação oficial é datada de 26 de maio de 2005, em uma boate na sua cidade natal, para um público universitário.
No ano de 2006, incentivados pelo retorno que tiveram do público, resolveram gravar um disco independente na garagem da casa de Mateus. O trabalho reuniu algumas canções autorais e regravações de seletos sucessos do gênero sertanejo da década de 1980 e 1990, período que marcou a infância e adolescência de ambos. O lançamento ocorreu no mesmo ano, e teve uma repercussão suficiente para que a gravadora Universal Music conhecesse o trabalho deles.

### 2007–09: Contrato com aUniversal Musice primeiros trabalhos
Em 8 de maio de 2007, gravaram seu álbum de estreia, Ao Vivo em Goiânia, produzido pelo Maestro Pinocchio, e lançaram posteriormente em 19 de setembro do mesmo ano, nos formatos de CD, DVD e Download digital. Contém 19 faixas e três singles, entre os quais "Pode Chorar" foi o que mais se destacou, recebendo uma certificação de ouro e sendo considerado o primeiro lançamento de sucesso nacional da dupla por figurar entre as cem canções mais executadas nas rádios brasileiras na tabela de final de ano. O álbum recebeu a certificação de platina da Pro-Música Brasil (PMB) pelo seu desempenho nas vendas físicas.
Em 2008 algumas canções da dupla, como "Fogueira" e "Querendo Te Amar", permaneceram entre as mais tocadas nas rádios brasileiras. Por esse motivo, a Rede Globo selecionou "De Tanto te Querer" para a trilha sonora de sua telenovela de horário nobre A Favorita, fazendo a dupla ganhar ainda mais notoriedade nacional.
Neste mesmo ano, lançaram um pioneiro projeto intitulado Elétrico, no qual misturaram os gêneros axé e pop ao sertanejo. Foi a primeira dupla sertaneja a se apresentar no Carnaval de Salvador, além de criarem o bloco de rua "Pirraça". Este projeto foi essencial para a expansão da dupla em uma região do país que o gênero sertanejo não tem muita popularidade.
Em 2009, lançaram seu segundo álbum, O Mundo É tão Pequeno, nos formatos de CD, DVD, Download digital e Digiplack. Foi produzido pelo Maestro Pinnochio e recebeu a certificação tripla de platina da PMB. Conteve quatro singles, entre os quais "Voa Beija-flor" teve um destaque considerável, ficando entre as cinquenta músicas mais executadas das rádios brasileiras na tabela de final de ano. Este trabalho consolidou a carreira da dupla, que fez sua primeira turnê internacional ainda neste ano, com três shows nos Estados Unidos, além de participarem de um cruzeiro marítimo temático da música sertaneja, onde se apresentaram por dois dias.
Ainda neste ano, o canal Multishow transmitiu ao vivo um show que a dupla fez na cidade de Goiânia, que conteve um público de 45 mil pessoas, em alta definição, sendo o primeiro de uma dupla sertaneja compilado neste formato.

### 2010–11: Consolidação da carreira e aproximação ao pop
O ano de 2010 marcou a consolidação da carreira de Jorge & Mateus. Em março, lançaram seu terceiro trabalho, Ao Vivo Sem Cortes, gravado em Goiânia. Foi o primeiro produzido por Dudu Borges, e contou com a regravação de músicas já lançadas anteriormente, tocadas em um show que apresentou 20 faixas, sendo 5 autorais. Recebeu a certificação dupla de platina da PMB. No mesmo mês, fizeram sua segunda apresentação nos Estados Unidos, em uma pequena turnê.
Em setembro, lançaram seu quarto álbum, Aí Já Era, sendo o primeiro gravado em estúdio e fora de Goiânia (desta vez em São Paulo). Foi produzido por Dudu Borges e marcou a aproximação da dupla ao gênero pop. Recebeu a certificação de platina da PMB pelo seu desempenho nas vendas físicas. Contém 14 faixas, entre as quais 5 são singles, que tiveram considerável sucesso após o seu lançamento. O primeiro a ser lançado, "Amo Noite e Dia", foi a canção mais executada das rádios brasileiras nos meses de julho e agosto, de acordo com a Billboard Hot Popular Songs, sendo a primeiro single da dupla a alcançar tal feito. Os lançamentos posteriores, "Chove Chove" (oitava posição), "Seu Astral" (décima terceira posição) e Aí já Era (décima sétima posição) também tiveram destaque por seu desempenho nas rádios brasileiras.
Após este lançamento, Jorge & Mateus encerraram o ano fazendo uma turnê pela Europa, se apresentando em quatro cidades: Londres, Amsterdam, Bruxelas e Lisboa.

### 2012–14: Mudança de gravadora e primeiro DVD internacional

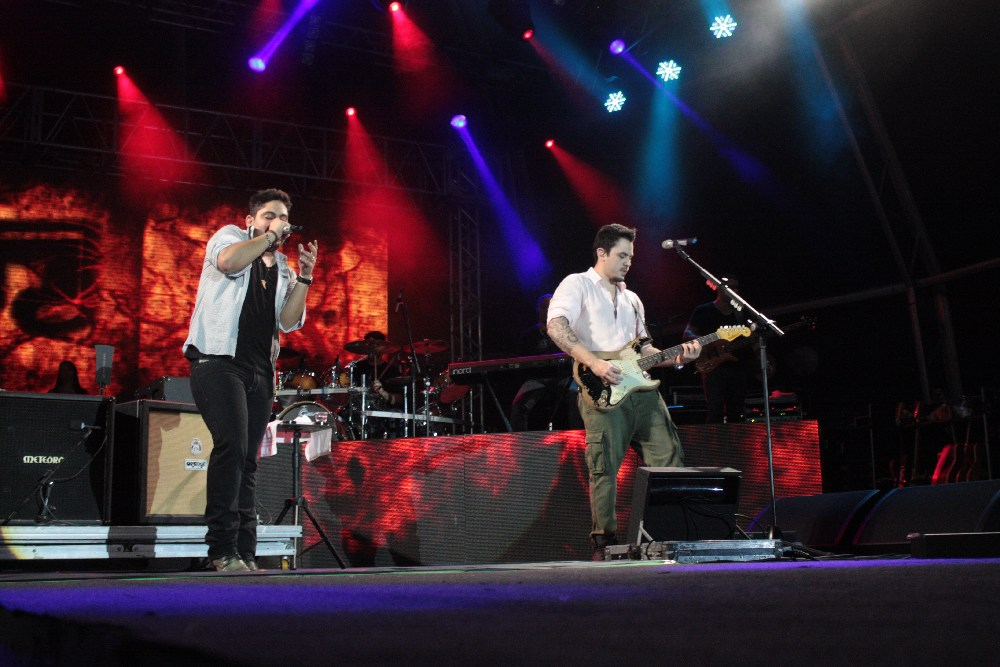
Show da dupla na cidade de Santo Antônio de Jesus, interior da Bahia, em junho de 2012.

Em 2012, após 6 anos de parceria, Jorge & Mateus deixou a gravadora Universal Music para assinar um contrato com a Som Livre. O primeiro lançamento com a nova gravadora foi uma coletânea musical, intitulada de Essencial, que reuniu alguns dos maiores sucessos da dupla até então, além de três singles, entre os quais dois inéditos ("Pra Quê Entender?" e "Duas Metades") e a regravação de "Amor Covarde", que foi selecionada para a trilha sonora de Fina Estampa, telenovela da Rede Globo.
Em março, a dupla gravou, na praia de Jurerê, em Florianópolis, A Hora É Agora, lançado posteriormente em outubro do mesmo ano. Foi produzido por Dudu Borges e consolidou a mistura de estilos musicais que foi marcante no último álbum da dupla, utilizando instrumentos tradicionalmente sertanejos como o violão e a sanfona, harmonizando-os com a guitarra, o piano e até alguns elementos da música eletrônica, além do axé, forró e pop rock. Contém 22 faixas, entre as quais cinco foram lançadas como singles, além da regravação de "Cartaz", gravada originalmente pelo cantor Fagner.
No final do ano, a dupla fez mais dois grandes shows. Em 2 e 3 de setembro, se apresentaram como atração principal na vigésima oitava edição do Brazilian Day, que ocorreu em Nova York (para um público estimado em 1 milhão de pessoas) e Toronto, além da sétima edição do Caldas Country, que ocorreu em 17 de novembro para um público superior a 100 mil pessoas.
Em 18 de novembro de 2013, a dupla lançou o álbum At the Royal Albert Hall - Live in London, cerca de um ano após ser gravado. Contou com a presença de 4 mil brasileiros residentes na Europa, além de ser o primeiro gravado fora do país. Para a divulgação do trabalho, foi lançado como single a regravação de "Amor pra Recomeçar", originalmente gravada pelo Frejat, sendo a única canção do repertório não autoral da dupla, fato que foi lembrado pelo próprio Jorge durante o show. Obteve um bom desempenho, alcançando a décima quarta posição na Brasil Hot 100 Airplay. De acordo com a Billboard, o álbum ficou 18 semanas entre os três mais executados do Brasil, atingindo a segunda posição.

### 2015–16: 10 anos de carreira,Os Anjos CantameComo. Sempre Feito. Nunca
O ano de 2015 foi especial para Jorge & Mateus pois marcou uma década de parceria da dupla. Em março, lançaram Os Anjos Cantam, sétimo álbum no geral e o primeiro gravado em estúdio. Foi o último produzido por Dudu Borges e se caracterizou por apresentar músicas essencialmente românticas. O primeiro single lançado foi "Logo Eu", em outubro de 2013, um mês após o início da produção do trabalho. Outras canções também foram lançadas antes do álbum, como "Calma" e "Nocaute" (ao longo de 2014) e a canção-título (em fevereiro de 2015).
"Dos projetos que fizemos juntos, esse é o que sinto que estamos mais satisfeitos, seguros e em paz, pela verdade que colocamos em cada música."— Dudu Borges, produtor musical.
A recepção ao álbum foi imediata. Cerca de quarenta dias após seu lançamento, já haviam sido vendidas 80 mil cópias físicas, o que rendeu uma certificação de platina da PMB. Foi o álbum número um no Brasil entre 23 e 30 de março e permaneceu entre os três primeiros por 16 semanas, além de ter liderado o ranking iTunes Album Chart, mostrando seu bom desempenho nas plataformas digitais. Os Anjos Cantam recebeu uma indicação ao prêmio Grammy Latino na categoria de Melhor Álbum de Música Sertaneja, e números finais estimam que foram vendidos cerca de 500 mil cópias.
Em 3 de agosto de 2015, foi lançado o single "Pergunta Boba", que faz parte do projeto Meus Amigos, Minhas Músicas, do Maestro Pinocchio, gravado ao vivo no dia 20 de maio durante o Villa Mix Goiânia. Pinocchio foi produtor dos dois primeiros álbuns da dupla.
Em 12 de fevereiro de 2016, foi lançado o álbum Como. Sempre Feito. Nunca, gravado em setembro de 2015 no Espaço das Américas, em São Paulo. Foi o sexto ao vivo e oitavo no geral, tendo a produção de Neto Schaffer. O primeiro single, "Sosseguei", foi lançado em 23 de outubro de 2015, tendo notável repercussão, terminando na terceira posição da tabela de final de ano Brasil Hot 100 Airplay. Outros dois singles foram lançados posteriormente: "Louca de Saudade" (abril de 2016) e "Pra Sempre com Você" (setembro de 2016). O álbum liderou as plataformas digitais iTunes e Spotify, além de receber a certificação de diamante da PMB por seu desempenho nas vendas físicas. Foi o álbum número um no Brasil por oito semanas, entre 12 de março e 7 de maio de 2016.
Em 11 de novembro de 2016, lançaram o álbum comemorativo 10 Anos, gravado no Estádio Nacional Mané Garrincha, em Brasília, um ano antes, para um público estimado em 80 mil pessoas. O repertório inclui os maiores sucessos da carreira da dupla até então, selecionado por eles mesmos. A recepção ao álbum foi positiva, alcançado a liderança do ranking iTunes Album Chart, além da segunda posição no ABPD Top DVDs e a quinta posição no TOP 20 Semanal da ABPD.
Após o sucesso da gravação do DVD que celebrou uma década da dupla, Jorge & Mateus voltaram à Brasília no dia 11 de outubro de 2016, em um show para comemorar 11 anos de carreira no Estádio Nacional Mané Garrincha, para um público de 80 mil pessoas.
"Nós saímos de Itumbiara, que é uma cidade com 100 mil habitantes. É como se tivéssemos colocado Itumbiara inteira aqui dentro hoje."— Jorge, falando sobre o público no estádio.
O show teve transmissão ao vivo no YouTube, e ficou marcado por contar com o maior público pagante presente na história da Capital Federal.

### 2017–18:Singles,Terra Sem Cepe projeto"Único"
Em 2017, a dupla apostou em singles, que não foram adicionados a nenhum álbum. O primeiro lançamento foi "Se o Amor Tiver Lugar", em 27 de janeiro. Em poucas horas, o clipe já havia alcançado mais de 240 mil visualizações no YouTube, e figurava entre os assuntos mais comentados no Twitter. Cerca de 4 meses mais tarde, em 26 de abril, foi lançado "Medida Certa", em todas as plataformas digitais. Em 15 de agosto, o clipe oficial da música foi lançado no YouTube, estrelado por Kéfera Buchmann e Rafael Infante. O último lançamento do ano foi "Contrato", em 1 de novembro, sendo o último single antes da gravação do novo álbum, que já havia sido anunciado.
A recepção aos singles foi positiva. De acordo com o ranking da empresa de monitoramento ConnectMix, "Se o Amor Tiver Lugar" ficou na vigésima quarta posição, com 490 mil execuções nas rádios brasileiras, enquanto "Medida Certa", com 456 mil execuções, ficou na vigésima sétima posição. "Contrato" não figurou nas tabelas de 2017 por ter sido lançado no final do ano. Porém, obteve 521 mil execuções em 2018, ficando na décima sexta posição.
Em 23 de fevereiro de 2018, foi lançado Terra sem CEP, gravado dois meses antes em Goiânia e produzido por Neto Schaefer. Foi o oitavo álbum de vídeo e o décimo no geral, contando com um repertório de 14 músicas, entre os quais dois foram lançados como singles: "Propaganda" (em 23 de março) e "Trincadinho" (em 27 de setembro). Nas plataformas digitais, o álbum teve sucesso imediato. No dia do lançamento, todas as faixas figuraram na lista das 100 músicas mais executadas do Spotify, e na mesma semana, chegou a primeira posição da Apple Music. "Propaganda" e "Trincadinho" se mantiveram entre as mais executadas nas rádios em todo o Brasil ao longo do ano.
Em 20 de maio de 2018, a dupla apresentou o projeto "Jorge & Mateus - Único", que consiste em um show com repertório composto por músicas que fizeram sucesso ao longo da carreira. A estreia ocorreu no Marina Park Hotel, em Fortaleza, Ceará, contando com a participação de Xand, ressaltando a ideia de se fazer uma espécie de festival de música com artistas renomados.

### 2019–presente: Últimos anos
Em 24 de maio de 2019, foi lançado o single "Tijolão", gravado no Villa Mix Brasília, em todas as plataformas digitais. Quatro dias após seu lançamento oficial, "Tijolão" obteve cinco milhões de visualizações no YouTube e dois milhões de streams no Spotify, marcando um expressivo lançamento nas plataformas digitais. Em sua primeira semana de execução nas rádios, a canção atingiu a trigésima sétima posição, com 6 611 execuções, de acordo com a empresa de monitoramento ConnectMix. Menos de 5 meses mais tarde, em 11 de outubro, foi lançado "Cheirosa", single gravado no Villa Mix Rio Preto.
Em 22 de outubro de 2019, Jorge & Mateus anunciaram a saída da Audio Mix após 10 anos de parceria. Em comunicado oficial, tanto a dupla quanto o escritório publicaram o mesmo texto, salientando a importância que tiveram um para o outro. O principal motivo do rompimento teria sido divergências artísticas com Marcos Araújo, proprietário do escritório. Em 8 de dezembro de 2019 foi divulgado a regravação da canção "Quase Sem Querer", da banda Legião Urbana, no programa Fantástico, da TV Globo, como parte do projeto "Singles", da plataforma de streaming Spotify. Além disso, a canção "Mil Anos" ganhou novos arranjos e foi apresentada no dia seguinte. A divulgação e lançamento do projeto se deu dias após a plataforma anunciar que "Jorge & Mateus" foram os artistas brasileiros mais ouvidos da década no país.
Em 6 de março de 2020, a dupla lançou o projeto T.E.P. EP 1, que reuniu composições inéditas com a inclusão de "Tijolão" e "Cheirosa". Em abril, com a pandemia de COVID-19 no Brasil, a dupla promoveu uma transmissão ao vivo de quatro horas no YouTube. O show atraiu cerca de 3 milhões de expectadores simultâneos, o que foi considerado um recorde na plataforma. A produção também contou com a participação do então ministro da saúde do país, Luiz Henrique Mandetta.
Em 29 de setembro de 2020, foi gravado no município de Pirenópolis, interior de Goiás o álbum Tudo Em Paz, lançado em 22 de abril de 2021 pela gravadora Som Livre. Conta com quinze faixas, entre as quais cinco foram lançadas previamente: o single "Lance Individual" em 13 de novembro de 2020 e outras quatro no EP "Tudo Em Paz, Volume 1" em 22 de janeiro de 2021. O projeto obteve considerável sucesso comercial após seu lançamento, figurando entre os álbuns mais executados nas plataformas de streaming. Em 2021, recebeu uma certificação de diamante pela Pro-Música Brasil.
Em 2022, foi lançado É Simples Assim, gravado em fevereiro do mesmo ano na casa de shows Villa JK, em São Paulo. O trabalho reuniu predominantemente regravações e três canções inéditas, entre elas os singles "Todo Seu" e "5 Regras".
Em 2023, a dupla se reuniu com o produtor Dudu Borges, que não trabalhava com os músicos desde 2015, para um álbum inédito. Dessa reunião, veio o álbum Check-In, lançado no final de 2024, com os singles "Dói", "Haverá Sinais" e "Xonei", além das participações de Lauana Prado e Henrique & Juliano. Após o lançamento do projeto, a dupla anunciou que faria uma pausa na carreira após uma turnê comemorativa de 20 anos de carreira para 2025.

## Estilo musical

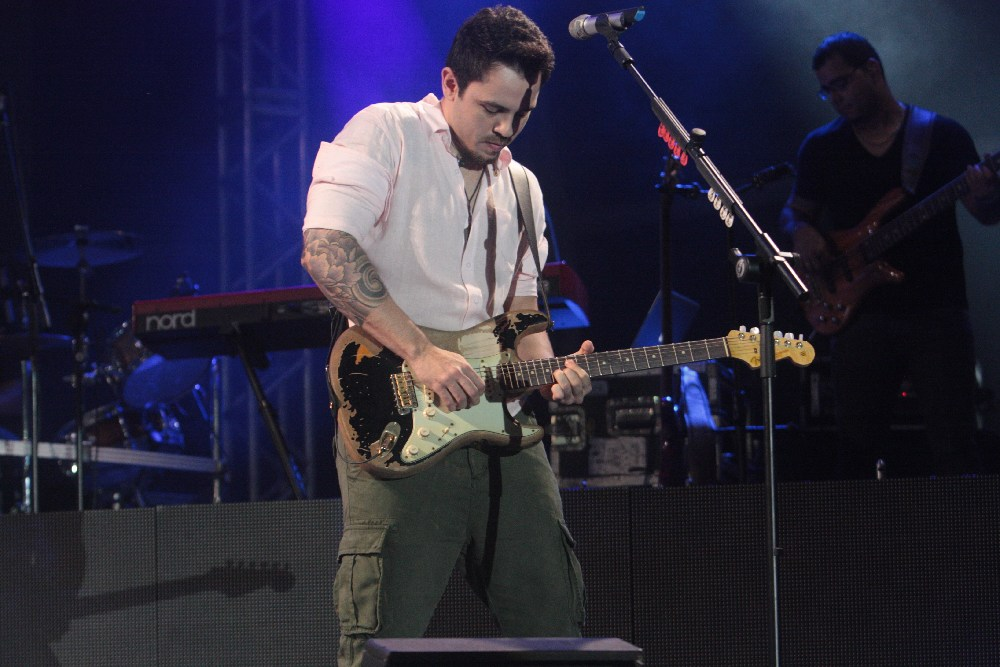
A utilização da guitarra elétrica é uma característica do estilo musical da dupla.

A dupla faz parte do movimento sertanejo universitário, que é uma vertente da música sertaneja caracterizada pela utilização de instrumentos como sintetizadores e guitarras elétricas em conjunto com os tradicionais acordeões e violões, além de uma linguagem informal e elementos do pop. As letras são caracterizadas por serem de fácil memorização e empolgantes, o que permite uma alta interação entre o público e os cantores durante os shows, além de serem otimistas e autoconfiantes, com temáticas voltadas, essencialmente, para amor e sexo.
O movimento originou-se nos estados de Mato Grosso do Sul e Goiás por meio de jovens sertanejos que migram para cidades, com o objetivo de ingressarem na universidade, incorporando sua cultura interiorana por meio da música. Tal fenômeno foi acentuado durante a década de 2000, onde a estabilidade econômica do país permitiu ingresso de milhares de estudantes no ensino superior, especialmente jovens do interior.

### Influência e influenciados
Jorge & Mateus são apontados, ao lado de duplas como João Bosco & Vinícius e César Menotti & Fabiano, como percursores do movimento sertanejo universitário na música brasileira. Além disso, são considerados como os maiores influenciadores do movimento, ajudando a popularizar o ritmo pelo país e contribuindo para a disseminação do pop no sertanejo por meio de suas canções.

## Legado
Jorge & Mateus venderam mais de 18 milhões de álbuns e downloads pagos somados a streams durante seus 20 anos de carreira e se tornaram recordistas em vendas de discos no Brasil. A dupla é reconhecida como precursora do subgênero sertanejo universitário, contribuindo musicalmente com uma sonoridade que mistura elementos tradicionais do sertanejo com elementos do pop e da música eletrônica, como guitarra elétrica, teclados e arranjos pensados para o público mais jovem e urbano. De acordo com o Correio Braziliense, a ascensão do sertanejo universitário está atrelada ao sucesso da dupla.
As canções da dupla estão entre as mais executadas nas rádios brasileiras desde o início da carreira, além de liderarem as plataformas de streaming como YouTube e Spotify

## Integrantes
- Jorge Barcelos — vocal
- Mateus Liduário — vocal, violão, guitarra

### Banda
- Bidduca Alcântara — bateria
- Darlan Pires — percussão
- Wilker Leal — baixo
- Brigadeiro — teclado
- Luiz Alves — violão solo
- Ney Quiñonero — guitarra e violão
- Tiago Dias — sanfona

## Discografia
Álbuns de estúdio
- Aí Já Era (2010)
- Os Anjos Cantam (2015)

Álbuns de compilação
- Essencial (2012)
- Os Grandes Sucessos de Jorge & Mateus (2023)
- Jorge & Mateus 20 Anos - As Melhores (2025)

Extended play (EP)
- T.E.P. EP 1 (2020)

Álbuns ao vivo
- Ao Vivo em Goiânia (2007)
- O Mundo é Tão Pequeno (2009)
- Ao Vivo sem Cortes (2010)
- A Hora é Agora - Ao Vivo em Jurerê (2012)
- Live In London - At The Royal Albert Hall (2013)
- Como. Sempre Feito. Nunca (2016)
- 10 Anos (2016)
- Terra sem CEP (2018)
- Tudo em Paz (2021)
- É Simples Assim (2022)
- Check-In (2024)

## Filmografia

### Televisão
| Ano  | Título         | Papel       | Notas                 |
| ---- | -------------- | ----------- | --------------------- |
| 2023 | Terra e Paixão | Eles mesmos | Participação Especial |

## Prêmios e indicações
| Ano  | Prêmio                                | Categoria                        | Indicação                          | Resultado | Ref.    |
| ---- | ------------------------------------- | -------------------------------- | ---------------------------------- | --------- | ------- |
| 2010 | Prêmio Multishow de Música Brasileira | Melhor Música                    | "Voa Beija-Flor"                   | Indicado  | [ 110 ] |
| 2010 | Prêmio Multishow de Música Brasileira | Melhor Artista Sertanejo         | Jorge & Mateus                     | Indicado  | [ 110 ] |
| 2011 | Prêmio Vagalume                       | Sites Oficiais                   | Jorge & Mateus                     | 2.º lugar |         |
| 2011 | Capricho Awards                       | Melhor Dupla Sertaneja           | Jorge & Mateus                     | Venceu    | [ 111 ] |
| 2011 | Melhores do Ano                       | Melhor Banda ou Dupla            | Jorge & Mateus                     | Indicado  | [ 112 ] |
| 2011 | Prêmio Multishow de Música Brasileira | Artista Sertanejo                | Jorge & Mateus                     | Indicado  | [ 113 ] |
| 2012 | Capricho Awards                       | Melhor Dupla Sertaneja           | Jorge & Mateus                     | Venceu    |         |
| 2012 | Troféu Imprensa                       | Melhor Dupla Sertaneja           | Jorge & Mateus                     | Venceu    |         |
| 2013 | Grammy Latino                         | Melhor Álbum de Música Sertaneja | A Hora É Agora - Ao Vivo em Jurerê | Indicado  |         |
| 2014 | Melhores do Movimento Country         | Melhor dupla sertaneja           | Jorge & Mateus                     | Venceu    |         |
| 2015 | Grammy Latino                         | Melhor Álbum de Música Sertaneja | Os Anjos Cantam                    | Indicado  |         |
| 2015 | Capricho Awards                       | Melhor Artista Sertanejo         | Jorge & Mateus                     | Venceu    | [ 114 ] |
| 2016 | Prêmio Multishow de Música Brasileira | Melhor Grupo                     | Jorge & Mateus                     | Indicado  | [ 115 ] |
| 2016 | Prêmio Multishow de Música Brasileira | Melhor Show                      | Jorge & Mateus                     | Indicado  | [ 115 ] |
| 2016 | Prêmio Multishow de Música Brasileira | Melhor Música                    | Sosseguei                          | Indicado  | [ 115 ] |
| 2016 | Caldeirão de Ouro                     | As 10+ do Ano                    | Sosseguei                          | 1.º lugar |         |
| 2018 | Prêmio Multishow de Música Brasileira | Melhor Dupla                     | Jorge & Mateus                     | Venceu    | [ 116 ] |